# Iyasou II d'Éthiopie
Iyasou II d'Éthiopie (né en 1723 et mort en 1755) fut Négus d’Éthiopie sous le nom de Berhan Sagad de 1730 à 1755.

## Biographie
Iyasou est le fils de Bacaffa l'Impitoyable et de Méntouab. À la mort de Bacaffa en 1730, l’impératrice Méntaweb cache le décès pendant quelque temps afin d’établir fermement son fils Iyasou II sur le trône. Elle exerce la régence, et survivant à son fils, garde longtemps une grande influence. Elle aurait eu du sang portugais et peut-être un certain attachement au catholicisme, ce qui explique que l’Abouna l’aurait excommuniée avec son jeune fils. Forte de l’alliance des seigneurs du Qouara, sa famille, et des colonies militaires du Godjam, elle assure à Iyasou II la possibilité de surmonter les troubles et les rébellions causé par des prétendants rivaux, comme le soulèvement provoqué par un faux Bacaffa, au cours duquel, à Gondar, la Maison-d’Or et l’église de Raphaél sont détruites.
À sa majorité, Iyasou II mène des expéditions victorieuses contre les Balaou Bédja, établit sur le Sétit et contre le puissant gouverneur du Tigré Ras Mikael Sehul. Par ses intrigues, il avait fait persécuter par les Turcs d’Hirgigo (Arkiko) l’ambassade impériale envoyée au Caire pour en ramener un Abouna. Iyasou le contraint à se rendre. Une autre campagne lancée vers le Soudan contre les Foundj du sultanat de Sennar se solde par un échec (1744).
Iyasou II tente de se soustraire à la tutelle des parents de sa mère en épousant une princesse Galla, Ouébi. Il perd ainsi la sympathie des chrétiens. Il meurt le 27 juin 1755 jeune encore, dans un empire déchiré par les troubles. Son fils Yoas, un enfant demi Galla, le remplace en 1769.
Iyasou II, comme ses prédécesseurs, aime la chasse (éléphant, buffle, girafe), le luxe et les constructions. Des orfèvres de Smyrne, réfugiés à Gondar, décorent richement son palais (lambris d’ivoire, miroirs de Venise). Il fait construire une grande villa à Azazo, enrichit la capitale de l’église de Saint Jean-Baptiste. Méntaweb se fait construire un petit palais à Gondar ainsi que l’Abbaye et la résidence de Cousquam.